# Christoph Heinrich Kniep
Christoph Heinrich Kniep (Hildesheim, 1755 – Napoli, 1825) è stato un disegnatore e pittore tedesco.
Accompagnò Wolfgang Goethe nel suo viaggio in Italia a Napoli, Paestum e in Sicilia.

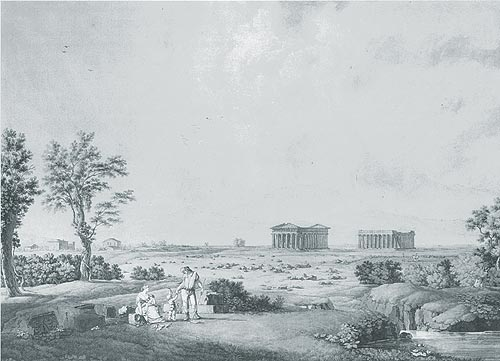
Veduta dei templi di Paestum